# Lomadonta erythrina
Lomadonta erythrina är en fjärilsart som beskrevs av Holland 1893. Lomadonta erythrina ingår i släktet Lomadonta och familjen tofsspinnare. Inga underarter finns listade i Catalogue of Life.